# Брас

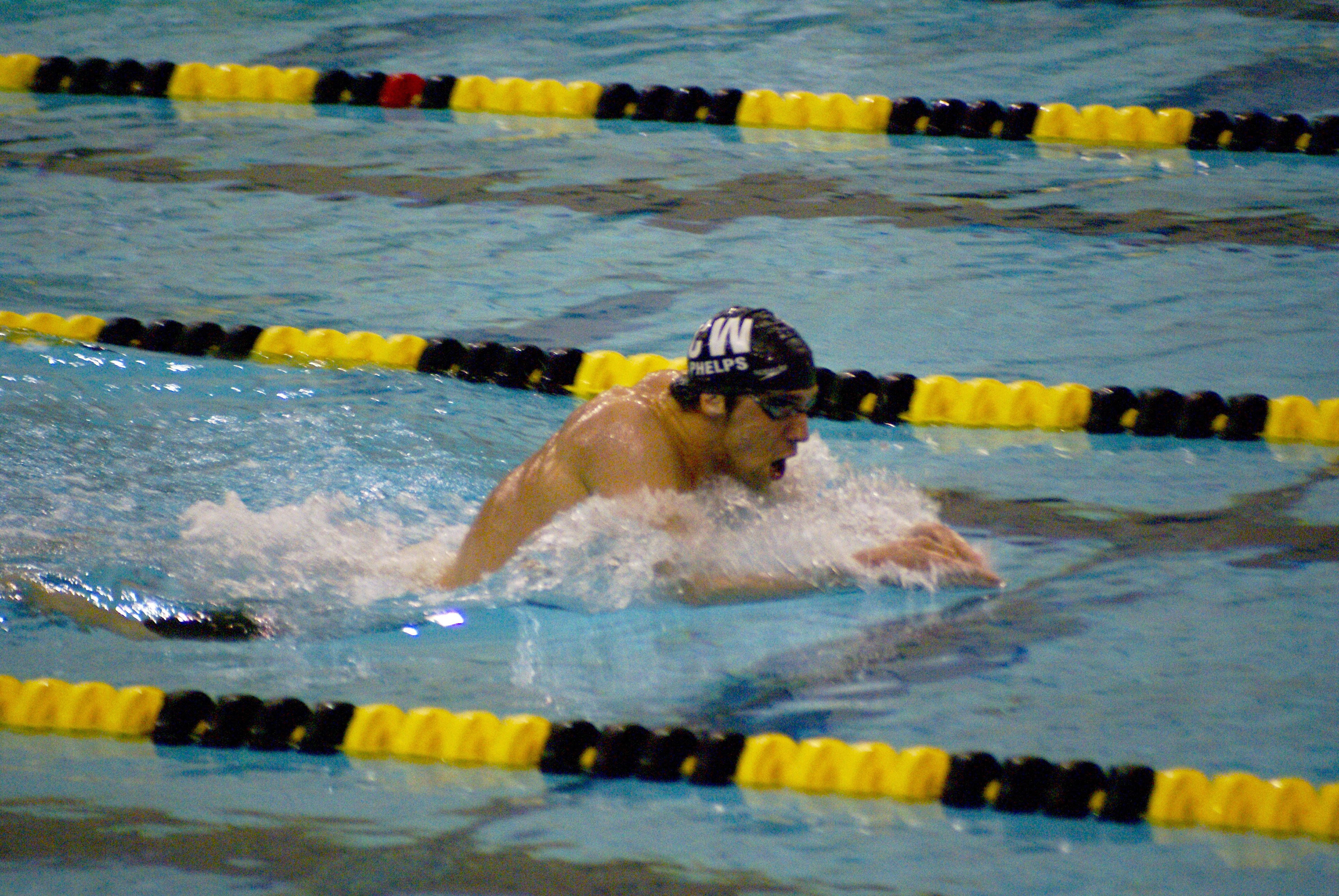
Брас у виконанні багаторазового олімпійського чемпіона та рекордсмена світу Майкла Фелпса

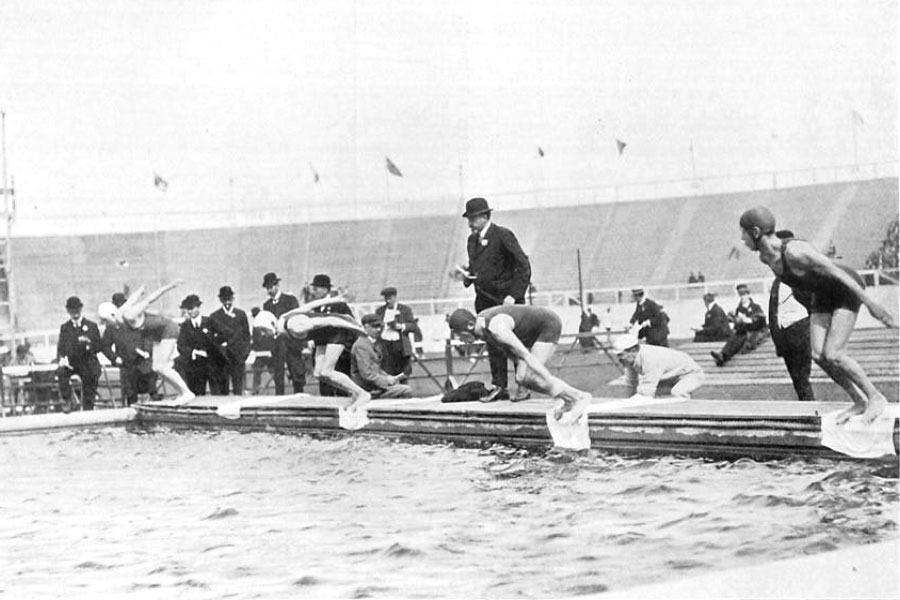
Старт фінального запливу на 200 м брасом на Олімпіаді 1908 р. у Лондоні

Брас (від фр. brasse, можливо, від лат. brachia — «руки») — стиль спортивного плавання на грудях, при якому руки і ноги виконують симетричні рухи в площині, яка паралельна поверхні води. Цим він відрізняється від стилю батерфляй з симетричними рухами у вертикальній площині і кроля з поперемінними рухами рук і ніг. Брас — найповільніший стиль плавання. Брас має велике прикладне значення: можливість проплисти найбільшу відстань з найменшими енерговитратами, безшумне плавання, плавання під водою.

Станом на 2009 рік для 50-метрового басейну рекорд світу у стометрівці кролем — 46,91 сек., батерфляєм — 49,82 сек., на спині — 51,94 сек., а брасом — 58,58 секунд.

## Історія
Брас є найстародавнішим з спортивних способів плавання, його історія налічує більш ніж десять тисяч років. Дуже схожий стиль зображений у єгипетської «Печері плавців», наскельний живопис якої відноситься до 9 тис. до н. е. Відомий ассирійський малюнок 1292—1225 рр. до н. е., зображає як пливе брасом солдат.
Один з перших відомих описів техніки брасу наведено в книзі данця Ніколя Вінмана (1538). У середньовічному брасі, описаному також у книзі французького автора Мелкіседека Тевено «Мистецтво плавання» (1699), голова весь час була над водою, а рушійна сила створювалася за допомогою гомілок, а не стоп.
Ймовірно, цей стиль плавання у свій час запозичили у жаби. Довгий час цей вид так і називали — плавання жаб'ячим способом.

## Змагання
Плавання брасом входить в програму всіх великих змагань, організованих Міжнародною федерацією плавання. Звичайно використовують для змагань плавальний басейн 50-метровий, але також проводяться змагання в 25-метровому басейні («на короткій воді»). Запливи чоловіків і жінок проходять окремо, дистанції однакові.
Всесвітні змагання з плавання, що включають запливи брасом — це Олімпійські ігри, Чемпіонати світу, Кубки світу, Універсіади. На Літніх Олімпійських іграх, що проводяться кожні чотири роки, брасом представлені дистанції 100 метрів і 200 метрів, програма літніх юнацьких Олімпійських ігор (вік учасників — від 14 до 18 років) доповнена дистанцією 50 метрів.
З запливів на незвичайні дистанції можна виділити національні змагання, що проводяться щорічно великої австралійської спортивною організацією плавців старше 18 років Masters Swimming Australia, які включають запливи брасом на 400 метрів, 800 метрів, 1500 метрів, фіксуються рекорди.

## Відомі плавці
- Прокопенко Георгій Якович — заслужений майстер спорту СРСР. Чотириразовий рекордсмен світу (1964 р.) в плаванні брасом на 100 м (2 рази).
- Прозуменщикова Галина (200 м брас) — українська радянська спортсменка, олімпійська чемпіонка з плавання (1964; була першою радянською спортсменкою, що завоювала олімпійське золото у цьому виді спорту.
- Юлія Єфімова — російська плавчиня, чемпіонка світу, триразова чемпіонка Європи, екс-рекордсменка світу, рекордсменка Європи на дистанції 50 метрів брасом — 30,09 секунди, рекорд встановлений 2 серпня 2009 року.